# Non tutta io morrò!
Non tutta io morrò! è un film muto del 1921 diretto da Mario Volpe.